# Rocher du Bock
Pour les articles homonymes, voir Bock (homonymie).
49° 36′ 42″ N, 6° 08′ 13″ E

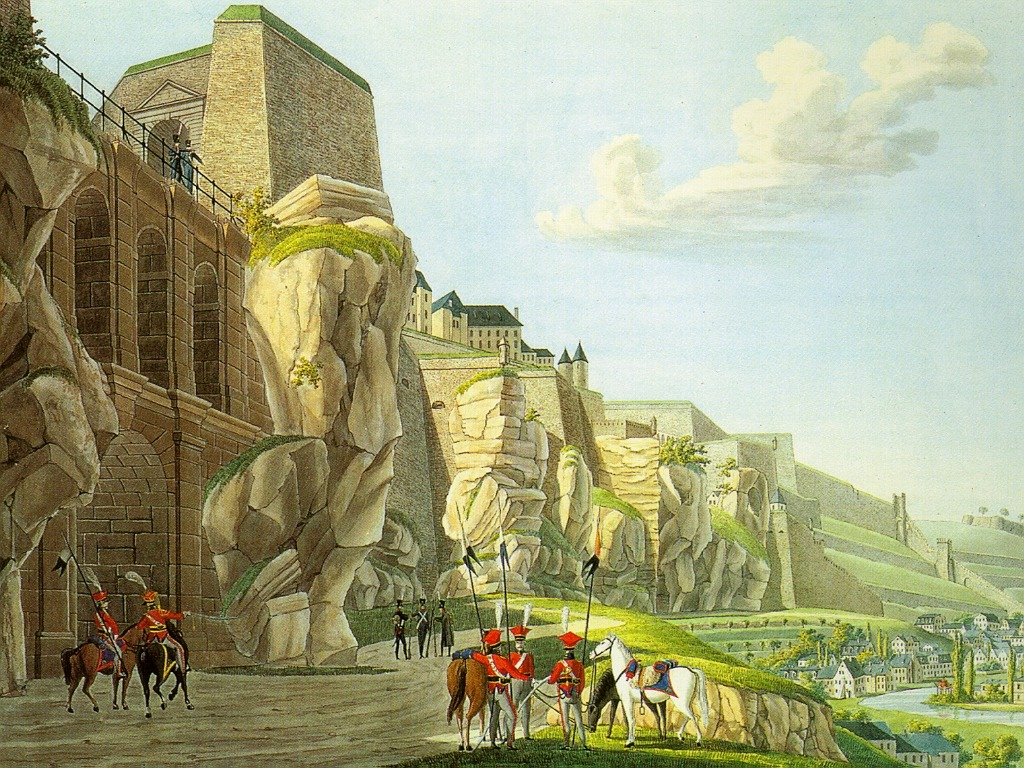
Les fortifications du Bock, par Christophe-Guillaume Selig (1791-1837).

Le rocher du Bock ou le Bock (en luxembourgeois : Bockfiels ou Um Bock) est un promontoire situé au nord-est de la Ville-Haute, le centre historique de Luxembourg, offrant une fortification naturelle à la ville, grâce à ses falaises rocheuses surplombant l'Alzette qui l'entoure sur trois côtés. Le Bock est l'emplacement où en 963 Sigefroid de Luxembourg établit son château et fonde l'actuelle capitale grand-ducale. Au cours des siècles, les fortifications ont été renforcées, détruites puis reconstruites au fil des attaques des burgondes, des Habsbourg, des espagnols des prussiens et des français qui se disputaient la forteresse de Luxembourg, l'une des plus stratégiques d'Europe. Ces guerres durèrent jusqu'en 1867 quand le traité de Londres est signé et appela à la démolition des fortifications. De nos jours, les ruines du vieux château et les casemates, les galeries souterraines des fortifications, subsistent et constituent un haut lieu touristique de la ville, faisant partie du secteur classé au patrimoine mondial de l'UNESCO.

## Histoire

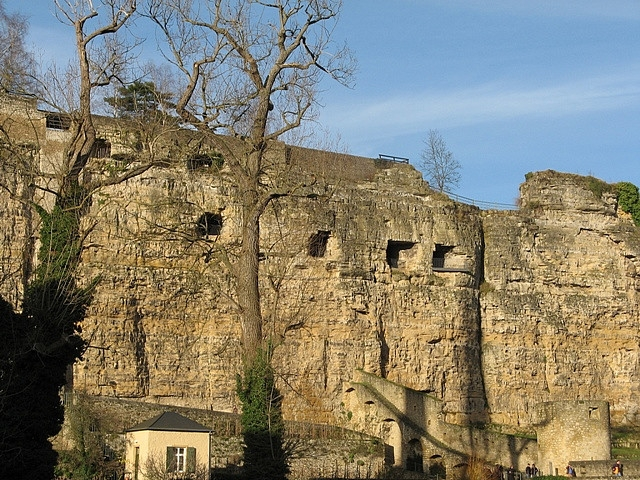
La falaise, avec les emplacements pour les canons.

C'est en 963 que le comte Sigefroid de Luxembourg, à la recherche d'un site où il pourrait défendre ses propriétés, obtint le Bock et ses environs de l'abbaye Saint-Maximin à Trèves en échange de la terre qu'il possédait à Feulen dans les Ardennes au nord. Les Romains, puis les Francs, avaient probablement déjà habité le Bock bien qu'il n'y ait que peu de traces archéologiques de leur présence,. Il y a cependant des traces d'une tour de guet romaine du IVe siècle près du point dans le Marché-aux-Poissons où deux routes romaines principales ont traversé, une de Reims à Trèves et l'autre de Metz à Liège.

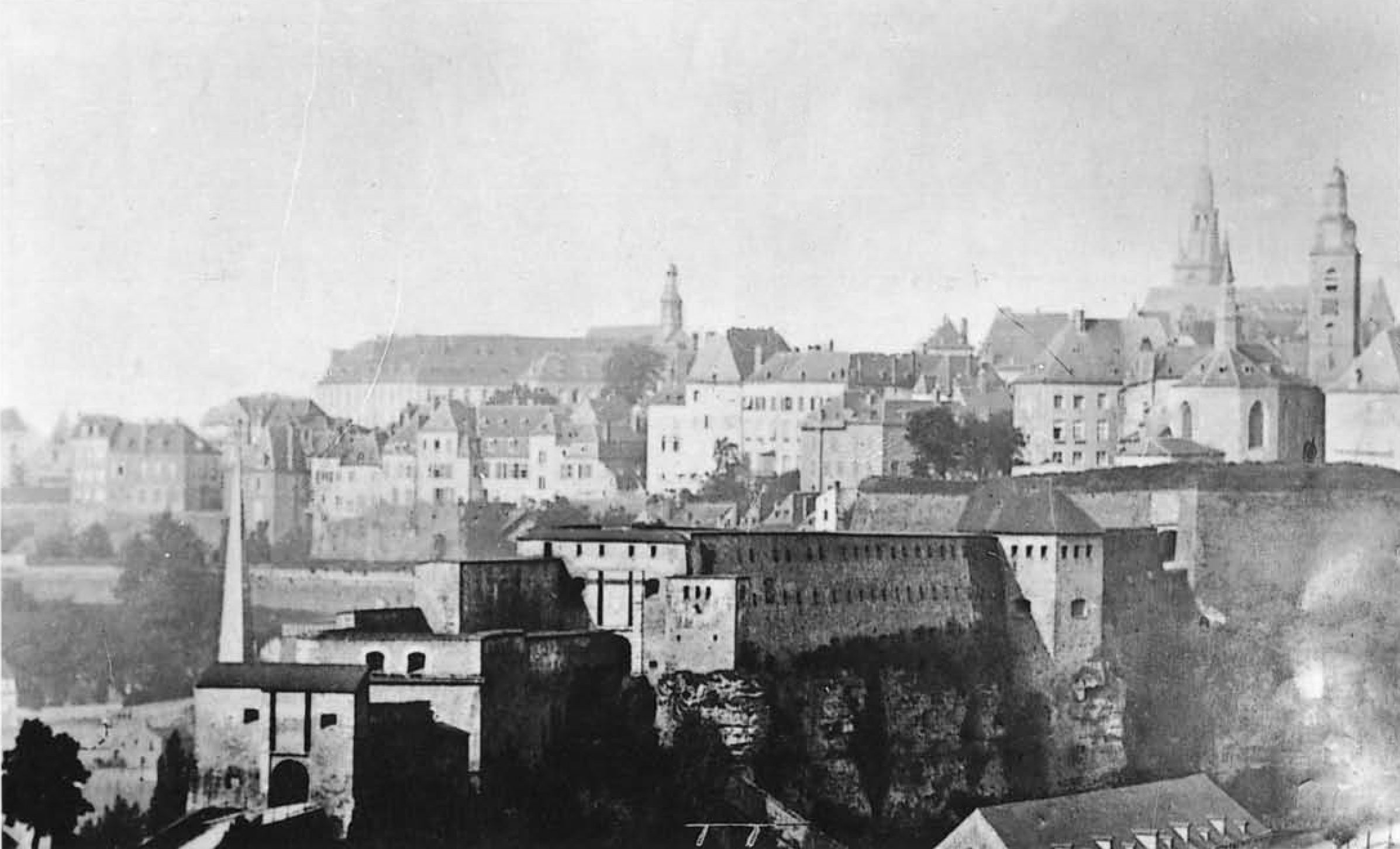
Les quatre portes du Bock, vers 1867.

La première mention historique du Bock est en effet en rapport avec une tour de guet ou de fortification sur la route romaine de Reims à Trèves qui, en 723, fut cédée par Charles Martel, duc des Francs, à l'abbaye Saint-Maximin à Trèves. Deux siècles plus tard, le comte Sigefroid, qui avait des propriétés « à Feulen, Hosingen et Monnerich dans le Pagus Wabrensis, à Sarreburg, Berncastel et Roussy dans le Pagus Mosellanus », cherchait un emplacement pour un château capable de résister à tout assaut et qui servirait de point central à ses possessions. Après avoir échoué à obtenir un site près de l'abbaye de Stavelot, aujourd'hui dans la province de Liège, il s'est approché de l'abbé de Saint-Maximin pour l'achat de la propriété située en haut de la falaise de Bock au-dessus de la rivière Alzette, décrite comme un « château du nom de Lucilinburhuc » (castellum quod dicitur Lucilinburhuc). Il semble donc déjà y avoir un château sur le site Sigefroid s'y intéressa et ce ne fut donc pas Sigefroid qui l'appela Lucilinburhuc. Après le consentement de l' empereur Otto Ier, l'acte avait été signé par Viker, abbé de Saint-Maximin, le 7 avril 963. Sigefroid acquit le terrain en échange de certaines de ses propriétés à Feulen.

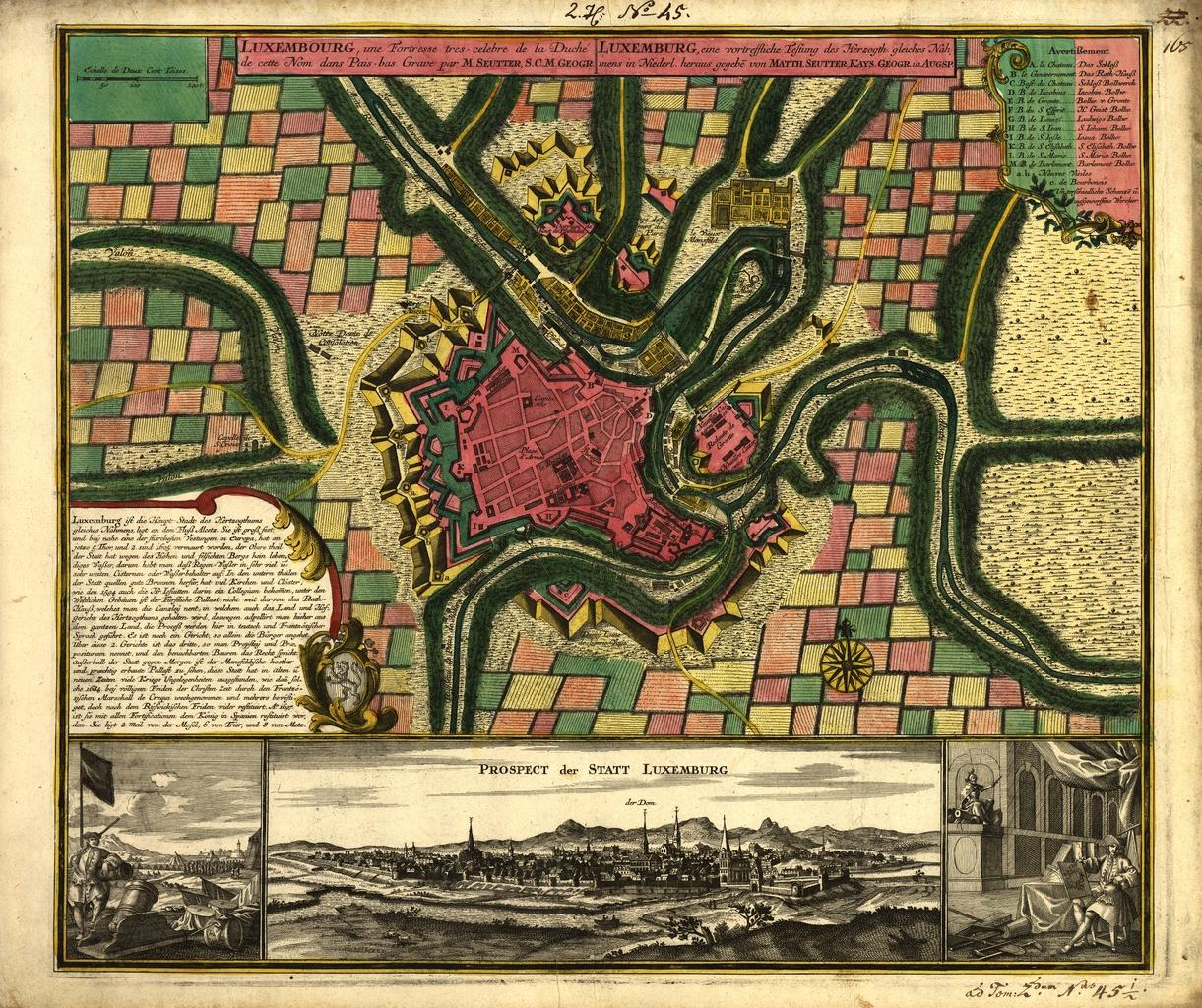
Carte de Luxembourg par Matteus Seuter, vers 1730.

Au cours des siècles, le château fort de Sigefroid sur le Bock fut considérablement agrandi et protégé par des remparts et des défenses supplémentaires. En 987, la chapelle du château a été construite au Marché-aux-Poissons à proximité. L'actuelle église Saint-Michel se trouve sur le même site. Sous Conrad Ier, le château est devenu la résidence des comtes de Luxembourg. Il a été endommagé, détruit, capturé et reconstruit à plusieurs reprises comme avec les burgondes (1473), les Habsbourg (1477) et les espagnols (1555) qui ont attaqué et pris la forteresse.
Au fil du temps, les fortifications sont adaptées à de nouvelles méthodes de guerre fondées sur une puissance de feu de plus en plus forte. Au cours des années 1640 sous les espagnols, l'ingénieur suisse Isaac von Treybach a considérablement retravaillé les défenses. Le Bock fut également renforcé avec trois forts, le Grand Bock, le Moyen Bock et le Petit Bock (d'ouest en est), séparés les uns des autres par des entailles dans la roche et reliés par des ponts. En conséquence, il ne reste que peu de choses du château médiéval.
Un peu plus tard en 1684, au nom de Louis XIV, Vauban réussit à s'emparer de la ville de Luxembourg après un siège d'un mois sous lequel les fortifications de Bock furent complètement rasées. Par la suite Vauban, peut-être l'ingénieur de fortification le plus compétent de son époque, a entrepris des ajouts importants aux défenses, réalisant que les passages souterrains et les chambres étaient tout aussi importants que les installations de surface. Le Grand Bock, relié à la vieille ville par le pont du Château, a été renforcé. Entouré d'un mur de douze mètres de haut, c'était l'élément majeur de la nouvelle forteresse.
En plus de ces structures, le Bock comprenait également un système de casemates issues des caves du château médiéval. En 1744, pendant la période autrichienne, ces passages souterrains furent considérablement agrandis par le général Neipperg. Le passage principal, qui existe encore, est long de 110 mètres et mesure jusqu'à 7 mètres de large. Les branches partant de chaque côté étaient équipées de pas moins de 25 emplacements de canons, 12 au nord et 13 au sud, offrant une puissance de feu considérable. En cas de guerre, les casemates de Bock, d'une superficie de 1 100 m2, pouvaient être utilisées comme casernes pour plusieurs centaines de soldats. L'eau provenait d'un puits de 47 mètres de profondeur.
Les fortifications permirent à la ville de résister à un siège de sept mois en 1794, durant les Guerres de la Révolution française. Quand la garnison finit par se rendre, les fortifications restèrent inviolées et l'homme politique et ingénieur français Lazare Carnot qualifia la forteresse de « meilleur au monde, à l'exception de Gibraltar », ce qui lui valut le surnom de Gibraltar du Nord.
Les fortifications furent finalement démolies selon les termes du traité de Londres de 1867 et prirent 16 ans et coûtèrent la somme considérable de 1,5 million de francs-or.

## Pont du château

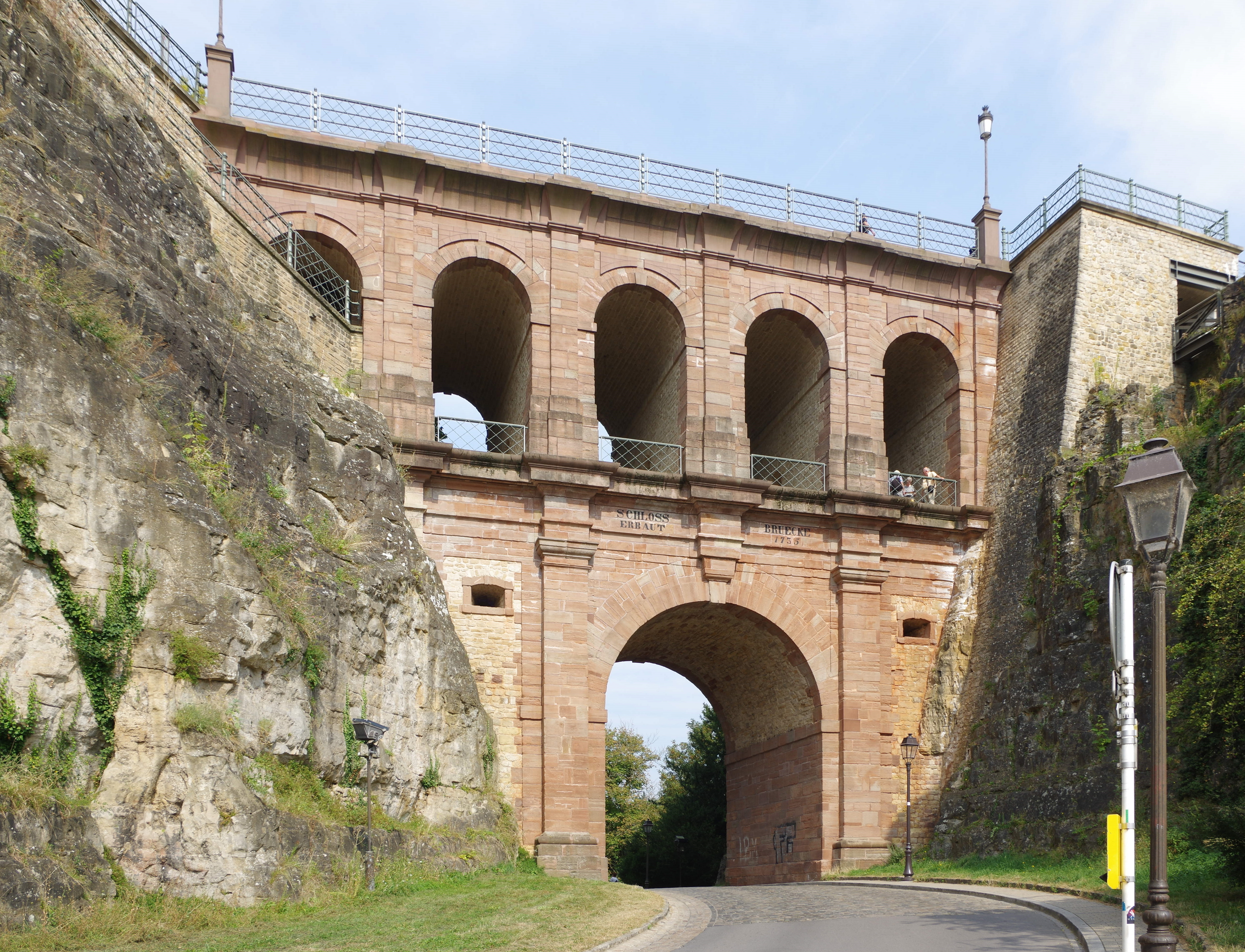
Le pont du château.

Construit en 1735 par les autrichiens, ce pont relie le Bock à la vieille ville. Sur deux niveaux, il offre quatre voies de passages : la route supérieure, le passage sous les arches du second niveau, un escalier en colimaçon et une route sous l'arche supportant le premier niveau.

## Visiteurs célèbres
Les casemates du Bock ont été visitées par plusieurs personnages célèbres, dont :
- L'empereur Joseph II d'Autriche en 1781 ;
- Napoléon Bonaparte en 1804 ;
- le prince Henri des Pays-Bas en 1868 ;
- la grande-duchesse Charlotte en 1936 ;
- le grand-duc Henri et son épouse María Teresa en 2000.

## La légende de Mélusine
Des personnes auraient vu la fée Mélusine dans les eaux à proximité.